# NGC 7824
NGC 7824 je spirální galaxie v souhvězdí Ryb. Její zdánlivá jasnost je 13,5m a úhlová velikost 1,60′ × 1,2′. Je vzdálená 280 milionů světelných let, průměr má 75 000 světelných let. Galaxii objevil 25. září 1830 John Herschel.